# Escut i bandera de la Llosa
L'escut i la bandera de la Llosa són els símbols representatius de la Llosa, municipi del País Valencià, a la comarca de la Plana Baixa.

## Escut heràldic
L'escut oficial de la Llosa té el següent blasonament:
| « | Escut quadrilong de punta redona. En camp d'argent, un arbre de sinople amb el tronc del natural i terrassa aïllada de sinople. Al timbre, corona reial oberta. | » |

## Bandera
La bandera oficial de la Llosa té la següent descripció:
| « | Bandera de proporcions 2:3. De blanc o gris perla, arbre verd amb tronc del natural i terrassa aïllada verda. | » |

## Història
L'escut s'aprovà per Resolució de 21 de febrer de 2003, del conseller de Justícia i Administracions Públiques, publicada en el DOGV núm. 4.461, de 17 de març de 2003.
L'escut, de clares referències agrícoles, és l'emprat pel poble des del segle xix.
A l'Arxiu Històric Nacional es conserven les empremtes de dos segells en tinta de la Llosa de 1876, de l'Ajuntament i de l'Alcaldia, amb un arbre fruitat.

Segell de l'Ajuntament (AHN, 1876).
Segell de l'Alcaldia (AHN, 1876).

La bandera s'aprovà per Resolució de 27 de juliol de 2016, de la Presidència de la Generalitat, publicada en el DOCV núm. 7.852, de 17 d'agost de 2016.